# Kianoush Rostami
Kianoush Rostami (pers. کیانوش رستمی; ur. 23 lipca 1991 w Eslamabad-e Gharb) – irański sztangista, dwukrotny medalista igrzysk olimpijskich i trzykrotny medalista mistrzostw świata.

## Kariera
Startuje w wadze lekkociężkiej (do 85 kg). Pierwszy sukces w karierze osiągnął w 2010 roku, kiedy zdobył złoty medal w wadze średniej (do 77 kg) podczas mistrzostw świata juniorów w Sofii. Na rozgrywanych trzy lata później mistrzostwach świata w Paryżu zwyciężył w wadze lekkociężkiej. W zawodach tych wyprzedził Benjamina Hennequina z Francji i Polaka Adriana Zielińskiego. W tym samym roku zdobył też srebro podczas mistrzostw Azji w Pyeongtaek. W 2012 roku wystartował na igrzyskach olimpijskich w Londynie, zdobywając w tej samej kategorii brązowy medal. Tym razem lepsi okazali się Zieliński oraz Rosjanin Apti Auchadow. W październiku 2016 roku Auchadow został jednak zdyskwalifikowany za stosowanie dopingu i pozbawiony medalu. Następnie Rostami zdobył złoty medal podczas mistrzostw świata w Ałmaty, pokonując Bułgara Iwana Markowa i Rosjanina Artioma Okułowa. Miesiąc wcześniej zajął drugie miejsce na igrzyskach azjatyckich w Incheon. Kolejne zwycięstwo odniósł na igrzyskach olimpijskich w Rio de Janeiro w 2016 roku, wyprzedzając Chińczyka Tian Tao i Gabriela Sîncrăiana z Rumunii. Wynikiem 396 kg ustanowił jednocześnie nowy rekord świata.

## Osiągnięcia
| Rok  | Zawody                      | Miasto         | Miejsce | Kategoria | Wynik  |
| ---- | --------------------------- | -------------- | ------- | --------- | ------ |
| 2016 | Letnie igrzyska olimpijskie | Rio de Janeiro | 1       | do 85 kg  | 396 kg |
| 2015 | Mistrzostwa świata          | Houston        | 2       | do 85 kg  | 387 kg |
| 2014 | Mistrzostwa świata          | Ałmaty         | 1       | do 85 kg  | 391 kg |
| 2014 | Igrzyska azjatyckie         | Incheon        | 2       | do 85 kg  | 380 kg |
| 2012 | Letnie igrzyska olimpijskie | Londyn         | 2       | do 85 kg  | 380 kg |
| 2011 | Mistrzostwa Azji            | Pyeongtaek     | 2       | do 85 kg  | 363 kg |
| 2011 | Mistrzostwa świata juniorów | Penang         | 1       | do 85 kg  | 378 kg |
| 2011 | Mistrzostwa świata          | Paryż          | 1       | do 85 kg  | 382 kg |